# Marc Seguin
Marc Seguin (20. dubna 1786 Annonay – 24. února 1875 tamtéž) byl francouzský konstruktér a podnikatel. Je jedním ze 72 jmen na Eiffelově věži. V roce 1845 byl zvolen do Francouzská akademie věd. Obdržel Řád čestné legie a v Paříži je podle něj pojmenována ulice Rue Marc-Séguin.
Jeho otec Marc François Seguin pocházel z židovské rodiny z Alexandrie a založil firmu Seguin & Co. Jeho matka byla neteří Josepha-Michela Montgolfiera. byl třikrát ženatý, měl devatenáct dětí.
V roce 1825 postavil první visutý most v kontinentální Evropě, který vedl z Tournon-sur-Rhône do Tain-l'Hermitage. Společně se svými bratry postavil železnici ze Saint-Étienne do Lyonu a vyráběl parní lokomotivy, vybavené žárotrubným kotlem podle jeho vlastního vynálezu, kterým dosáhl zvětšení výhřevné plochy.